# مرام‌نامه شرکت
مرام‌نامه شرکت یا منشور اخلاقی شرکت (به انگلیسی: Company code of conduct) سندی است که داوطلبانه توسط شرکتی نوشته شده‌است و در آن مجموعه ای از اصول تنظیم شده‌است که شرکت را متعهد به رعایت آن می‌کند یا شرکتی کارمندان خود را ملزم به پیروی از آن می‌کند. در برخی موارد، کدهای رفتاری شامل تأمین کنندگان، پیمانکاران فرعی و اشخاص ثالث می‌شوند.